# لئو وندرام
لئو وندرام (انگلیسی: Leo Vendrame؛ زادهٔ ۱۴ نوامبر ۱۹۹۳) بازیکن بسکتبال اهل ژاپن است.